# (35574) 1998 HE12
1998 HE12 (asteroide 35574) é um asteroide da cintura principal. Possui uma excentricidade de 0.06184120 e uma inclinação de 8.93840º.
Este asteroide foi descoberto no dia 19 de abril de 1998 por Spacewatch em Kitt Peak.